# Centro Direzionale (métro de Naples)
Centro Direzionale est une station de métro à Naples, en Italie. Terminus oriental de la ligne 1 du métro de Naples, elle a été mise en service le 1er avril 2025 au cœur du Centro direzionale de Naples.